# Tapirus sanyuanensis
Tapirus sanyuanensis is een uitgestorven tapir die tijdens het Pleistoceen in oostelijk Azië leefde. De soort is nauw verwant aan de hedendaagse Maleise tapir.

## Fossiele vondsten
Fossielen van Tapirus sanyuanensis zijn gevonden in de provincies Chongqing, Anhui en Hubei in de Volksrepubliek China en dateren uit het Vroeg-Pleistoceen. De soort deelde zijn leefgebied met onder meer de grote mensaap Gigantopithecus en de vroege reuzenpanda Ailuropoda microta.

## Kenmerken
Tapirus sanyuanensis was ongeveer zo groot als een kleine Maleise tapir met een geschat gewicht van circa 284 kilogram.